# 4181 Ківі
4181 Ківі (4181 Kivi) — астероїд головного поясу, відкритий 24 лютого 1938 року.
Тіссеранів параметр щодо Юпітера — 3,353.